# Polifenyloacetylen
Polifenyloacetylen (pPA, PPA, PPAT, PPAC lub PPhA z ang. polyphenylacetylene) – organiczny polimer przewodzący o wzorze [−CH=CPh−]n o barwie żółtej, wykorzystywany w budowie wyświetlaczy OLED. Jest syntezowany w procesie polimeryzacji fenyloacetylenu przy użyciu katalizatorów. Polifenyloacetylen występuje w postaci dwóch izomerów geometrycznych jako cis-PPA i trans-PPA.

## Literatura
- P. Ehrlich, W. Anderson w: Handbook of conducting polymers, T. A. Skotheim (red.), vol. 1, New York (1991), 441-488, ISBN 0-8247-0050-3.